# 神明児童遊園

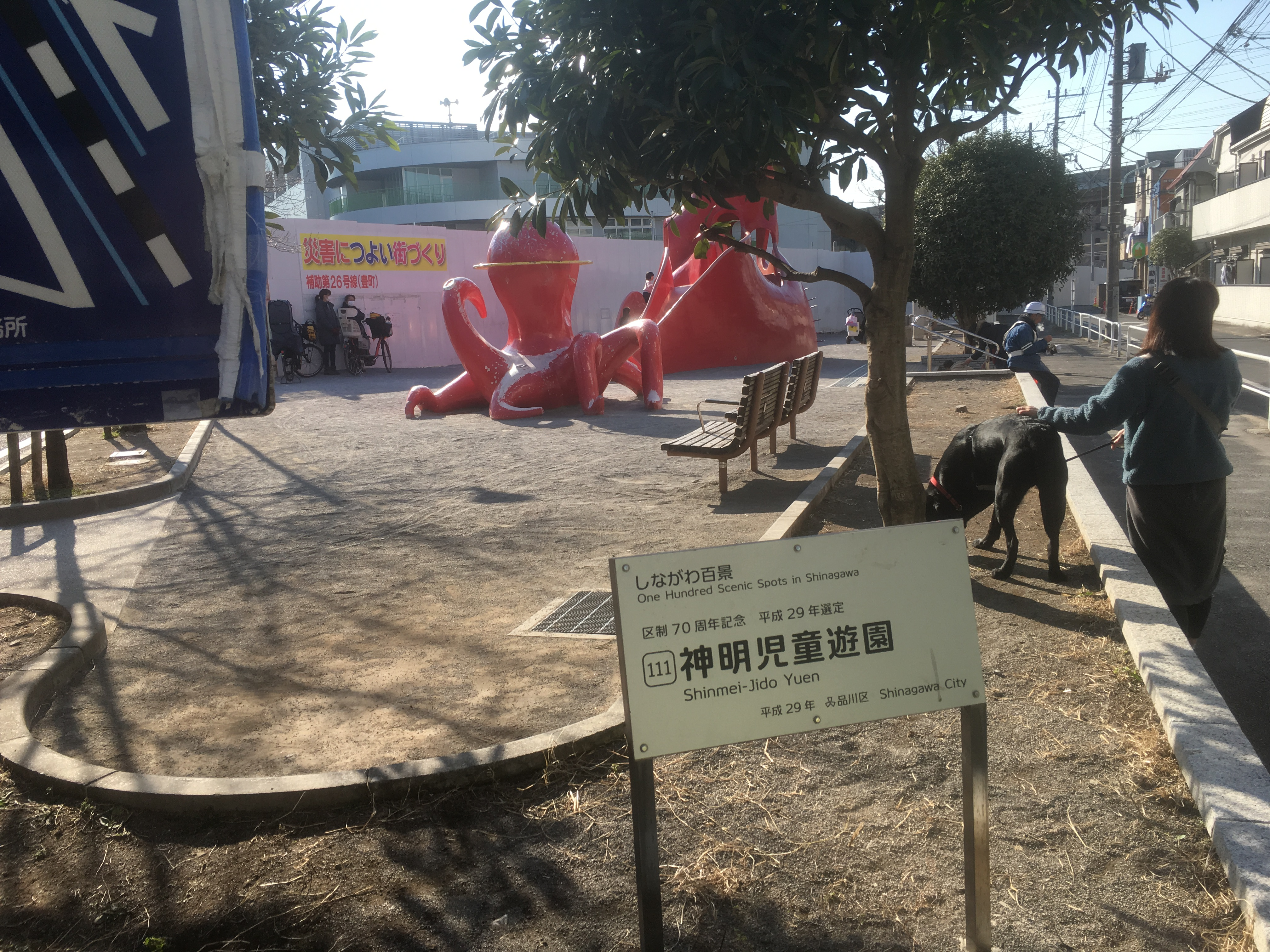
神明児童遊園

神明児童遊園（しんめいじどうゆうえん）は東京都品川区二葉にある品川区立の公園である。二葉図書館隣接部と補助26号線を挟んだ北側部に2分している。北側部にあるタコの形をしたコンクリート製滑り台がシンボルになっており、通称「タコ公園（しながわタコ公園）」。

## 施設詳細
面積1,201m2。2007年10月現在、補助第26号線工事（品川区東大井から板橋区氷川町に至る環状道路のうち、JR横須賀線などをアンダーパスする擁壁工事）のため、公園施設は一時撤去されたが、2010年3月に工事が完了した。
公園のシンボルであるタコ型遊具は大きなタコ型すべり台（大ダコ、高さ約4.5m）と小型のタコ型遊具（小ダコ、高さ約2m）からなっており、大ダコと小ダコの間は雲梯で接続されている。1968年頃東京都渋谷区の建設会社、前田屋外美術（現社名・前田環境美術）がデザインし本公園にはじめて設置したもので、以後その愛嬌あるデザインから全国に広まり現在では約190基を数える。
また1996年にデビュー直後の広末涼子が出演し、一躍彼女を有名にしたNTTドコモのポケベルのCM撮影に使われたのもこの公園のタコ型遊具であった。
計画当初より、地元住民からはタコ型遊具の保存を望む声が多く、品川区は擁壁工事後に整備される新公園にタコ型遊具を移設することを決定した。しかし工事に先立ち内部を調査した結果、予想以上に鉄筋の腐食が進んでおり、公園遊具としての安全基準を満たさないことが判明した。これにより大ダコは撤去され、新公園には別のタコ型遊具を新設することとなった。撤去にあたって、これを惜しむ地元住民らが2007年7月20日、大ダコとのお別れ会を催し、近隣の保育園児が参加して写真撮影などが行われた。なお小ダコは新公園に移設された。
2016年、品川区制70年を機に「しながわ百景」がリニューアルされ、百景の一つに選定された。

## 近隣施設
- 下神明駅・東急大井町線
- しながわ中央公園
- 品川区立二葉図書館
- 豊葉の杜学園温水プール
- 品川区立豊葉の杜学園
- 品川区役所
- 荏原第五地域センター

## アクセス等
- 住所：東京都品川区二葉1-4-25
- 東急大井町線下神明駅より徒歩1分
- 京浜東北線・大井町駅より徒歩約10分。山手線・大崎駅より徒歩約20分
- 横須賀線・湘南新宿ライン・西大井駅より徒歩約15分
- 東急バス・二葉一丁目より徒歩3分
- 駐車場：なし